# Ahmed Waseem Razeek
Ahmed Waseem Razeek (ur. 13 września 1994 w Berlinie) – niemiecki piłkarz lankijskiego pochodzenia grający na pozycji skrzydłowego w klubie Gokulam Kerala FC.

## Kariera juniorska
Razeek grał jako junior w Neuköllner FC Rot-Weiß, SV Tasmanii Berlin (do 2009) i Tennis Borussia Berlin (2009–2011). 1 lipca 2011 trafił on do młodzieżowej drużyny Unionu Berlin, gdzie grał do 2012 roku.

## Kariera seniorska

### Union Berlin II
Razeek zadebiutował w rezerwach Unionu Berlin 14 września 2012 roku w meczu z FC Carl Zeiss Jena (przeg. 0:1). Pierwszą bramkę zawodnik ten zdobył 10 kwietnia 2013 w wygranym 1:2 spotkaniu przeciwko 1. FC Magdeburgowi. Łącznie dla rezerw Unionu Berlin Lankijczyk rozegrał 34 mecze strzelając 9 goli.

### Union Berlin
Razeek zaliczył debiut dla Unionu Berlin 19 kwietnia 2014 roku w starciu z Karlsruher SC (przeg. 3:2). Było to jego jedyne spotkanie w barwach tego zespołu.

### 1. FC Magdeburg
Razeek przeszedł do 1. FC Magdeburg 1 lipca 2015. Zadebiutował on dla tego klubu 24 lipca 2015 w meczu z FC Rot-Weiß Erfurt (wyg. 2:1), notując wtedy również asystę. Pierwszą bramkę zawodnik ten zdobył 28 listopada 2015 w zremisowanym 2:2 spotkaniu przeciwko rezerwom VfB Stuttgart zaliczając dublet. Łącznie dla 1. FC Magdeburg Lankijczyk rozegrał 40 meczów, strzelając 4 gole.

### FC Rot-Weiß Erfurt
Razeek przeniósł się do FC Rot-Weiß Erfurt 1 lipca 2017. Debiut dla tego zespołu zaliczył on 22 lipca 2017 w zremisowanym 1:1 spotkaniu przeciwko Preußen Münster. Pierwszego gola piłkarz ten strzelił 26 sierpnia 2017 w meczu z VfR Aalen (1:1). Ostatecznie w barwach FC Rot-Weiß Erfurt Lankijczyk wystąpił 32 razy, zdobywając 4 bramki.

### Berliner AK 07
Razeek trafił do Berliner AK 07 25 lipca 2019. Zadebiutował on dla tego klubu trzy dni później w meczu z Bischofswerdaer FV 08 (wyg. 4:2). Pierwszą bramkę zawodnik ten zdobył 19 października 2019 w wygranym 1:4 spotkaniu przeciwko ZFC Meuselwitz. Łącznie dla Berliner AK 07 Lankijczyk rozegrał 13 meczów, strzelając 2 gole.

### Up Country Lions SC
Razeek przeszedł do Up Country Lions SC 1 stycznia 2021. W barwach tego klubu Lankijczyk wystąpił 8 razy, zdobywając 6 bramek.

### Gokulam Kerala FC
Razeek przeniósł się do Gokulam Kerala FC 31 stycznia 2022. Zadebiutował on dla tego klubu 9 kwietnia 2022 w starciu z Indian Arrows (wyg. 5:0), zdobywając swoją pierwszą bramkę i notując asystę.

## Kariera reprezentacyjna

### Sri Lanka
Razeek zadebiutował w drużynie narodowej Sri Lanki 19 listopada 2019 w meczu z reprezentacją Turkmenistanu (przeg. 2:0). Pierwszą bramkę zawodnik ten zdobył 5 czerwca 2021 w przegranym 3:2 spotkaniu przeciwko Libanowi notując dublet.

## Statystyki

### Klubowe
(aktualne na dzień 15 lipca 2022)
| Klub                  | Sezon              | Liga                    | Liga  | Liga   | Puchar kraju | Puchar kraju | Suma  | Suma   |
| Klub                  | Sezon              | Liga                    | Mecze | Bramki | Mecze        | Bramki       | Mecze | Bramki |
| --------------------- | ------------------ | ----------------------- | ----- | ------ | ------------ | ------------ | ----- | ------ |
| 1. FC Union Berlin II | 2012/13            | Regionalliga Nordost    | 6     | 1      | 0            | 0            | 6     | 1      |
| 1. FC Union Berlin II | 2013/14            | Regionalliga Nordost    | 6     | 1      | 0            | 0            | 6     | 1      |
| 1. FC Union Berlin II | 2014/15            | Regionalliga Nordost    | 22    | 7      | 0            | 0            | 22    | 7      |
| 1. FC Union Berlin II | Ogólnie            | Ogólnie                 | 34    | 9      | 0            | 0            | 34    | 9      |
| 1. FC Union Berlin II | 2013/14            | 2. Fußball-Bundesliga   | 1     | 0      | 0            | 0            | 1     | 0      |
| 1. FC Union Berlin II | Ogólnie            | Ogólnie                 | 1     | 0      | 0            | 0            | 1     | 0      |
| 1. FC Magdeburg       | 2015/16            | 3. Fußball-Liga         | 23    | 2      | 3            | 0            | 26    | 2      |
| 1. FC Magdeburg       | 2016/17            | 3. Fußball-Liga         | 13    | 2      | 1            | 0            | 14    | 2      |
| 1. FC Magdeburg       | Ogólnie            | Ogólnie                 | 36    | 4      | 4            | 0            | 40    | 4      |
| FC Rot-Weiß Erfurt    | 2017/18            | 3. Fußball-Liga         | 29    | 3      | 3            | 1            | 32    | 4      |
| FC Rot-Weiß Erfurt    | Ogólnie            | Ogólnie                 | 29    | 3      | 3            | 1            | 32    | 4      |
| Berliner AK 07        | 2019/20            | Regionalliga Nordost    | 12    | 2      | 1            | 0            | 13    | 2      |
| Berliner AK 07        | Ogólnie            | Ogólnie                 | 12    | 2      | 1            | 0            | 13    | 2      |
| Up Country Lions SC   | 2020/21            | Dialog Champions League | 8     | 6      | 0            | 0            | 8     | 6      |
| Up Country Lions SC   |                    |                         | 8     | 6      | 0            | 0            | 8     | 6      |
| Gokulam Kerala FC     | 2021/22            | I-League                | 7     | 1      | 0            | 0            | 7     | 1      |
| Gokulam Kerala FC     | 2022/23            | I-League                | 0     | 0      | 0            | 0            | 0     | 0      |
| Gokulam Kerala FC     | Ogólnie            | Ogólnie                 | 7     | 1      | 0            | 0            | 7     | 1      |
| Ogólnie w karierze    | Ogólnie w karierze | Ogólnie w karierze      | 127   | 25     | 8            | 0            | 135   | 26     |

### Reprezentacyjne
| Reprezentacja | Rok     | Mecze | Bramki |
| ------------- | ------- | ----- | ------ |
| Sri Lanka     | 2019    | 1     | 0      |
| Sri Lanka     | 2020    | 2     | 0      |
| Sri Lanka     | 2021    | 10    | 9      |
| Ogólnie       | Ogólnie | 13    | 9      |

| Mecze i gole w reprezentacji | Mecze i gole w reprezentacji | Mecze i gole w reprezentacji | Mecze i gole w reprezentacji | Mecze i gole w reprezentacji | Mecze i gole w reprezentacji | Mecze i gole w reprezentacji | Mecze i gole w reprezentacji                    |
| Sri Lanka                    | Sri Lanka                    | Sri Lanka                    | Sri Lanka                    | Sri Lanka                    | Sri Lanka                    | Sri Lanka                    | Sri Lanka                                       |
| Lp.                          | Data                         | Miejsce                      | Gospodarz                    | Gość                         | Wynik                        | Gol                          | Rozgrywki                                       |
| ---------------------------- | ---------------------------- | ---------------------------- | ---------------------------- | ---------------------------- | ---------------------------- | ---------------------------- | ----------------------------------------------- |
| 1.                           | 19.11.2019                   | Aszchabad                    | Turkmenistan                 | Sri Lanka                    | 2:0                          |                              | Mistrzostwa Świata 2022 – eliminacje strefy AFC |
| 2.                           | 17.01.2020                   | Dhaka                        | Palestyna                    | Sri Lanka                    | 2:0                          |                              | Mecz towarzyski                                 |
| 3.                           | 19.01.2020                   | Dhaka                        | Bangladesz                   | Sri Lanka                    | 3:0                          |                              | Mecz towarzyski                                 |
| 4.                           | 05.06.2021                   | Goyang                       | Liban                        | Sri Lanka                    | 3:2                          | Gol · Gol                    | Mistrzostwa Świata 2022 – eliminacje strefy AFC |
| 5.                           | 09.06.2021                   | Goyang                       | Korea Południowa             | Sri Lanka                    | 5:0                          |                              | Mistrzostwa Świata 2022 – eliminacje strefy AFC |
| 6.                           | 01.10.2021                   | Male                         | Bangladesz                   | Sri Lanka                    | 1:0                          |                              | Mistrzostwa SAFF                                |
| 7.                           | 04.10.2021                   | Male                         | Nepal                        | Sri Lanka                    | 3:2                          |                              | Mistrzostwa SAFF                                |
| 8.                           | 07.10.2021                   | Male                         | Indie                        | Sri Lanka                    | 0:0                          |                              | Mistrzostwa SAFF                                |
| 9.                           | 10.10.2021                   | Male                         | Malediwy                     | Sri Lanka                    | 1:0                          |                              | Mistrzostwa SAFF                                |
| 10.                          | 09.11.2021                   | Kolombo                      | Sri Lanka                    | Malediwy                     | 4:4                          | Gol · Gol · Gol · Gol        | Mecz towarzyski                                 |
| 11.                          | 13.11.2021                   | Kolombo                      | Sri Lanka                    | Seszele                      | 0:1                          |                              | Mecz towarzyski                                 |
| 12.                          | 16.11.2021                   | Kolombo                      | Sri Lanka                    | Bangladesz                   | 2:1                          | Gol · Gol                    | Mecz towarzyski                                 |
| 13.                          | 19.11.2021                   | Kolombo                      | Sri Lanka                    | Seszele                      | 3:3 (1:3 p.r.k.)             | Gol                          | Mecz towarzyski                                 |

## Sukcesy
Sukcesy w karierze klubowej:

### 1. FC Magdeburg
- Puchar Saksonii-Anhalt (1×): 2015/2016
- Puchar Saksonii-Anhalt (1×): 2016/2017

### Gokulam Kerala FC
- Mistrzostwo Indii (1×): 2021/2022